# Panos Kamenos
Panayotis Kamménos (en griego: Παναγιώτης Καμμένος, Atenas, 12 de mayo de 1965), conocido como Panos Kamménos (en griego: Πάνος Καμμένος), es un político griego. Fue ministro de Defensa de Grecia entre enero y agosto de 2015 y nuevamente desde septiembre de ese mismo año hasta enero de 2019; fundador, presidente y líder del partido político Griegos Independientes.

## Biografía
Estudió economía y psicología en la Universidad de Lyon, y administración de empresas en la Escuela de Gerentes en Suiza. En 1993, fue elegido Miembro del Parlamento por primera vez, en el Segundo Distrito de Atenas, postulado por el partido político Nueva Democracia. Desde entonces sigue siendo reelecto en el cargo: desde las elecciones de mayo de 2012 postulado por Griegos Independientes. Ha sido distinguido con la Gran Cruz del Mérito del Patriarcado Checo y Eslovaco, la Medalla de Honor del Patriarcado de Jerusalén y la Orden de Caballero (Chevalier) de la Orden Nacional del Mérito por el Presidente de Francia Nicolas Sarkozy. En 2007, fue nombrado Viceministro de la Marina Mercante, el Egeo y de Política Insular en el gobierno de Kostas Karamanlis (Nueva Democracia), durante el ejercicio de los ministros Georgios Voulgarakis y Anastasios Papaligouras. Ha participado como mediador experto y observador oficial en elecciones de países extranjeros.
El 24 de febrero de 2012, a través de sus redes sociales personales, Panos Kamménos anunció la creación del nuevo partido político denominado Griegos Independientes y publicó la Declaración. Yiannis Manolis directamente expresó su intención de unirse al nuevo partido. Luego afirmaron su apoyo Elena Kunturas y Melas Panagiotis. En total se unieron a la formación 11 diputados del Parlamento, de los cuales 10 provenían de Nueva Democracia al igual que Kamenos.
El 27 de enero de 2015, luego de que su partido se convirtiera en socio minoritario de la Coalición de la Izquierda Radical (SYRIZA), Kamenos fue nombrado ministro de Defensa de Grecia durante el primer gobierno de Alexis Tsipras, hasta el 28 de agosto, día en que se formó el gabinete provisional de la primera ministra interina Vasilikí Thanou, debido a la renuncia de Tsipras.
El 23 de septiembre Kamenos asumió nuevamente su cargo al volver Tsipras al poder, reeditando su coalición con los Griegos Independientes.
El 13 de enero de 2019, el ministro de Defensa Panos Kamménos y su partido Griegos Independientes abandonaron la coalición gobernante de Grecia debido al acuerdo alcanzado sobre la disputa sobre el nombre de Macedonia, dejando a Tsipras sin una mayoría viable en el parlamento. En consecuencia, Tsipras convocó una moción de confianza en el parlamento. Dicha moción acabó siendo superada con una ajustada mayoría.